# 명희
명희(한국 한자: 明姬, 본명: 조명희, 한국 한자: 趙明姬, 1950년 3월 23일 ~ )는 대한민국의 배우이다. 이화여자대학교 대학원 성악과를 졸업하였다.

## 출연작

### 영화
```
* 1973년 
일요일의 손님들

* 1973년 젊은 교차로
* 1974년 그건 너
* 1974년 안개 속의 초혼
* 1974년 죽장검
* 1985년 바람난 도시
* 1985년 월하의 사미인곡
* 1986년 작은 사랑의 노래
* 1986년 티켓
* 1986년 
뛰는 자 나는 자

* 1987년 너와 나의 비밀일기
* 1987년 영자의 전성시대 '87
* 1987년 호걸춘풍
```

## 수상
- 1974년 백상예술대상 영화부문 신인상 (일요일의 손님들)